# Fédération de Bahreïn de football
La Fédération de Bahreïn de football (Bahrain Football Association (en) BFA) est une association regroupant les clubs de football de Bahreïn et organisant les compétitions nationales et les matchs internationaux de la sélection de Bahreïn.
La fédération nationale de Bahreïn est fondée en 1957. Elle est affiliée à la FIFA depuis 1966 et est membre de l'AFC depuis 1970.